# 三笠屋百貨店
三笠屋百貨店（みかさやひゃっかてん）は、大阪府大阪市天王寺区上本町6丁目にあった日本の百貨店である。
阪急百貨店より早く開業した世界で最初のターミナルデパートであった。

## 歴史・概要
1922年（大正11年）9月23日に岡山県出身の実業家蜂谷経一が大阪府大阪市天王寺区上本町6丁目(略称上六)の現在のうえほんまちハイハイタウンのある一角で三笠屋食料品店として創業したのが始まりである。
(この屋号は上六を起点とする奈良の大阪電気軌道の沿線にある奈良の三笠山からとったものであった。)
この店舗は、蜂谷が1918年（大正7年）夏の北米視察の際に食料品店を小資本で開業できて資金回転率が高い小奇麗な大衆向きの商売として開業する決意をし、サラリーマンの傍ら出店候補地を探して大阪市内を巡り、東京でも大阪でも都市が年々郊外へ広がっていくことに目をつけて、郊外電車のターミナルに出店することを思いつき、その中から大阪電気軌道の上六を選び、その斜向かいの一角の十数坪の土地を入手して出店したもので、1920年（大正9年）11月に再渡米した際に自らニューヨークの店舗で2週間ほど働いて経験を積むなど米国での経験をベースに開業し、当時では珍しい洋服を着て靴をはいた店員がいて、洋館の1階は食料品店では缶詰やレーズンの量り売りなどを行い、2階が40席のレストランとなった米国式の営業スタイルは開業時のチャールズ・チャップリンの写真入の広告と相俟って話題となって繁盛した。
間口6間で開業した店舗は1924年（大正13年）には隣接地の間口12間を借り入れて拡張するほど成長した。
そして、大阪電気軌道株式会社(近畿日本鉄道の前身の一つ)が斜向かいの場所に本社を兼ねた鉄筋コンクリート造地上7階地下2階のターミナルビル「大軌ビル」を1926年（大正15年）8月31日に建設すると、その地下1階から地上3階を借りて入居し、9月16日に三笠屋百貨店を開業した。
この百貨店は1920年（大正9年）の阪急梅田駅の白木屋の出張売店よりも後であるが、阪急百貨店梅田本店の開業より早く、その規模が白木屋よりも大きくて品揃えも幅広かった関係からか、大阪市史編纂所はこの三笠屋百貨店を日本初のターミナルデパートとしている。
1927年（昭和2年）1月には資本金100万円の株式会社三笠屋百貨店となって1階から3階の北館全部を借りて拡張して従業員は約120名に達するなど急速に成長し、1931年（昭和6年）に大軌ビル増築に伴って増床して1933年（昭和8年）から1935年（昭和10年）には平均で年商約22万円弱で利益率14-15%という業績を上げていた。
しかし、1935年（昭和10年）に大阪電気軌道が百貨店(大軌百貨店＝現在の近鉄百貨店上本町店)を開業することが決まると、入居時からの大阪電気軌道の都合でいつでも退去することになっていた紳士協定に基いて1935年（昭和10年）末に退去して、三笠屋百貨店の営業を終え、百貨店としての歴史を閉じた。
その後も会社は存続し、翌年1936年（昭和11年）8月20日に南区の道頓堀と心斎橋筋が交差する戎橋角にあった丸萬食料品店を改装して地上5階地下1階で約850坪のレストラン･喫茶などを備えた店を開いた。伊丹専務の弁を借りれば「百貨店から雑貨、呉服を振落して食堂食料品だけになった三笠屋」だという。
この店舗は規模も品揃えも上六の株式会社三笠屋百貨店よりも取り扱い品目も規模も縮小していたが、1941年（昭和16年）の業績は上六時代の約1.5倍の利益を上げるなど業績的には悪くなかったとされている。